# NK Slaven Belupo Koprivnica
El Nogometni Klub Slaven Belupo, també conegut com a NK Slaven Koprivnica, és un club de futbol croat de la ciutat de Koprivnica.

## Història
El primer club de Koprivnica va ser fundat el juny de 1907, amb el Đački nogometni klub. El 1912 es fundà el HŠK Slaven. Més tard s'anomenà HŠK Victorija, desapareixent entre 1926 i 1930. Entre 1930 i 1945, s'anomenà HŠK Koprivnica, HŠK Danica i RNHŠK Sloga, fins a retornar al nom FD Slaven. El 1953 fou SD Podravka, i el 1958 NK Slaven. Els darrers canvis de nom han estat per motius de patrocini: NK Slaven Bilokalnik (1992) i NK Slaven Belupo (1994). El club ascendí per primer cop a primera divisió el 1997. El club ha participat diversos cops a la Copa Intertoto. El 2007 fou finalista de copa, i es classificà per la Copa de la UEFA. EL 2008 es classificà segon a la lliga, la seva millor posició.

## Futbolistes destacats
Jugadors que han disputat 150 partits de lliga amb el club, o han marcat 50 gols de lliga amb el club, o han estat internacionals mentre jugaven al club.
- Roy Ferenčina (1997-05)[9]
- Marijo Dodik (1998-07)[10]
- Petar Bošnjak (1999-08)[11]
- Srebrenko Posavec (2000-05, 2006-10)[12]
- Bojan Vručina (2004-10, 2011-12)[13]
- Silvio Rodić (2005-14)[14]
- Mateas Delić (2006-10, 2012-)[15]
- Vedran Purić (2008-)[16]